# Johann Konrad Geissel
Johann Konrad Geissel (* 23. September 1776 in Eudorf; † 20. Mai 1833 ebenda) war ein hessischer Ökonom und Politiker (Kons) und Abgeordneter der 2. Kammer der Landstände des Großherzogtums Hessen.
Johann Konrad Geissel war der Sohn des Ökonomen Johann Geissel und dessen Ehefrau Anna Maria. Geissel, der evangelischen Glaubens war, war Ökonom in Eudorf und heiratete Anna Maria geborene Eisenach (1784–1849).
Von 1820 bis 1824 gehörte er der Zweiten Kammer der Landstände an. Er wurde für den Wahlbezirk Oberhessen 5/Romrod gewählt.